# Episodi di Arcibaldo (sesta stagione)

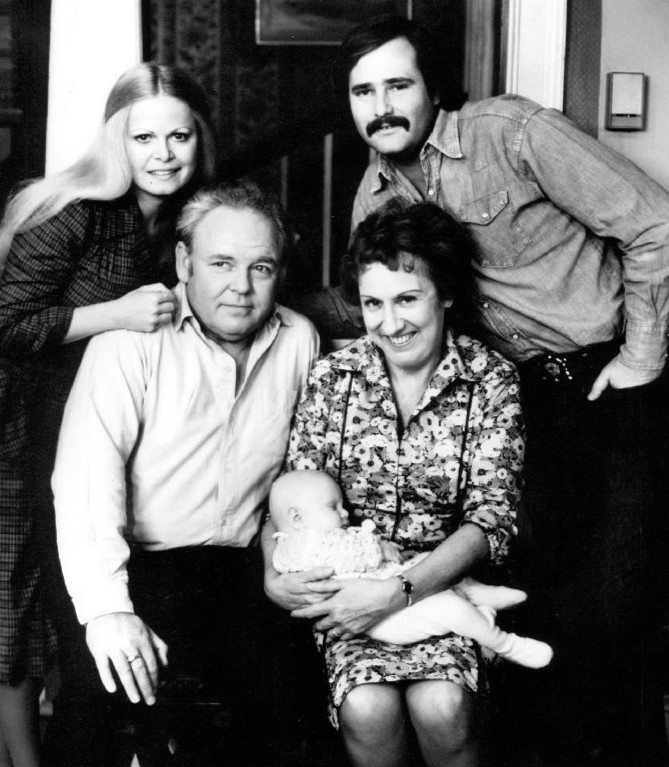
The Bunkers & gli Stivics: in piedi, Gloria (Sally Struthers) e Michael (Rob Reiner); seduti, Archie (Carroll O'Connor) e Edith (Jean Stapleton) con il piccolo Joey.

La sesta stagione della serie televisiva Arcibaldo è stata trasmessa negli Stati Uniti d'America dall'8 settembre 1975 all'8 marzo 1976 sulla CBS, posizionandosi al 1º posto nei rating Nielsen di fine anno con il 30,1% di penetrazione.
In Italia la stagione è andata in onda nel 1985 su Canale 5.
| nº | Titolo originale               | Titolo italiano                  | Prima TV USA      | Prima TV Italia |
| -- | ------------------------------ | -------------------------------- | ----------------- | --------------- |
| 1  | The Very Moving Day            | Un giorno molto commovente       | 8 settembre 1975  | 1985            |
| 2  | Alone at Last                  | Finalmente soli                  | 14 settembre 1975 | 1985            |
| 3  | Archie the Donor               | Archie il donatore               | 22 settembre 1975 | 1985            |
| 4  | Archie the Hero                | Archie l'eroe                    | 28 settembre 1975 | 1985            |
| 5  | Mike's Pains                   | I dolori di Mike                 | 6 ottobre 1975    | 1985            |
| 6  | Chain Letter                   | Lettere a catena                 | 20 ottobre 1975   | 1985            |
| 7  | Mike Faces Life                | Mike affronta la vita            | 27 ottobre 1975   | 1985            |
| 8  | Edith Breaks Out               | Edith scoppia                    | 3 novembre 1975   | 1985            |
| 9  | Grandpa Blues                  | Un nipotino                      | 10 novembre 1975  | 1985            |
| 10 | Gloria Suspects Mike           | Gloria ha dei sospetti su Mike   | 17 novembre 1975  | 1985            |
| 11 | The Title Atheist              | Un bambino ateo                  | 24 novembre 1975  | 1985            |
| 12 | Archie's Civil Rights          | I diritti civili di Archie       | 1º dicembre 1975  | 1985            |
| 13 | Gloria is Nervous              | Gloria è nervosa                 | 8 dicembre 1975   | 1985            |
| 14 | Birth of the Baby: Part 1      | La nascita del bambino (parte 1) | 15 dicembre 1975  | 1985            |
| 15 | Birth of the Baby: Part 2      | La nascita del bambino (parte 2) | 22 dicembre 1975  | 1985            |
| 16 | New Year's Wedding             | Capodanno da sposi               | 5 gennaio 1976    | 1985            |
| 17 | Archie the Babysitter          | Archie the Baby sitter           | 12 gennaio 1976   | 1985            |
| 18 | Archie Finds a Friend          | Archie trova un amico            | 26 gennaio 1976   | 1985            |
| 19 | Mike's Move                    | Mike deve partire                | 2 febbraio 1976   | 1985            |
| 20 | Archie's Weighty Problem       | Un problema pesante per Archi    | 9 febbraio 1976   | 1984            |
| 21 | Love By Appointment            | Amore da appuntamento            | 16 febbraio 1976  | 1985            |
| 22 | Joey's Baptism                 | Il battesimo di Joey             | 23 febbraio 1976  | 1985            |
| 23 | Mike and Gloria's House Guests | Mike e Gloria ospiti della casa  | 2 marzo 1976      | 1985            |
| 24 | Edith's Night Out              | La notte di Edith                | 9 marzo 1976      | 1985            |